# Folkungagillet
Folkungagillet är en folkdansförening i Linköping som grundades 1944. Föreningen framför olika dansstilar såsom bugg, folkdans, gammeldans, gillesdans, historisk dans, internationell dans och jitterbugg.

## Förlag
Gillet har ett eget förlag Folkungagillets förlag som har gett ut böcker.

### Böcker
- Svenska Låtar, Östergötland
- 1977 -  Låtar efter Pelle Fors. Linköping: Östergötlands spelmansförbund. 1977. Libris 3263255
- 1981 -  Danser från Östergötland och Tjust. Linköping: Folkungagillet. 1981. Libris 7790830. ISBN 9197024104 (Bok med noter, CD och DVD)
- 1987 -  Några sällskapsdanser från 1700-1800 talen. Linköping: Folkungagillet. 1987. Libris 7790832. ISBN 9197024139 (Bok med noter, CD och DVD)
- 1991 -  Sällskapsdanser i Linköping omkring 1850. Linköping: Folkungagillet. 1991. Libris 7790833. ISBN 9197024147
- 1994 - Ohlsson, Ulf (1994). Tretton Playforddanser. Linköping: Folkungagillet. Libris 2248852 (Bok med noter, CD och DVD)
- 1999 -  Kontradanser från södra Östergötland. Linköping: Folkungagillet. 1999. Libris 8383447. ISBN 9197024171 (Bok med noter, CD och DVD)
- 1999 - Foten i Luften (Bok med noter, CD och DVD)